# TEP10型柴油机车
TEP10型柴油机车（俄语：ТЭП10），原称TE11型柴油机车，是苏联铁路的干线客运柴油机车车型之一，由位于乌克兰的馬雷舍夫工廠设计制造，1961年至1968年间共生产了335台。
1960年，馬雷舍夫工廠在TE10型柴油机车的基础上，通过改变牵引齿轮传动比，开发研制了TEP10型客运机车。机车的牵引齿轮传动比由15：68（1：4.53）加大到20：63（1：3.15），最大运行速度由100公里/小时提高到140公里/小时，持续牵引力下降到17,200千牛，燃油装载量从6500升减少到5000升，并设置了电阻制动装置，车体外观也经过重新设计。从109号机车开始统一采用ED-107型牵引电动机（ЭД-107），该型电动机是所有TE10系列柴油机车及TEM2型柴油机车的通用电动机，额定功率305千瓦。
TEP10型柴油机车主要配属十月铁路局、高尔基铁路局、中亚铁路局使用，至1980年代末大部分TEP10型机车已经报废。

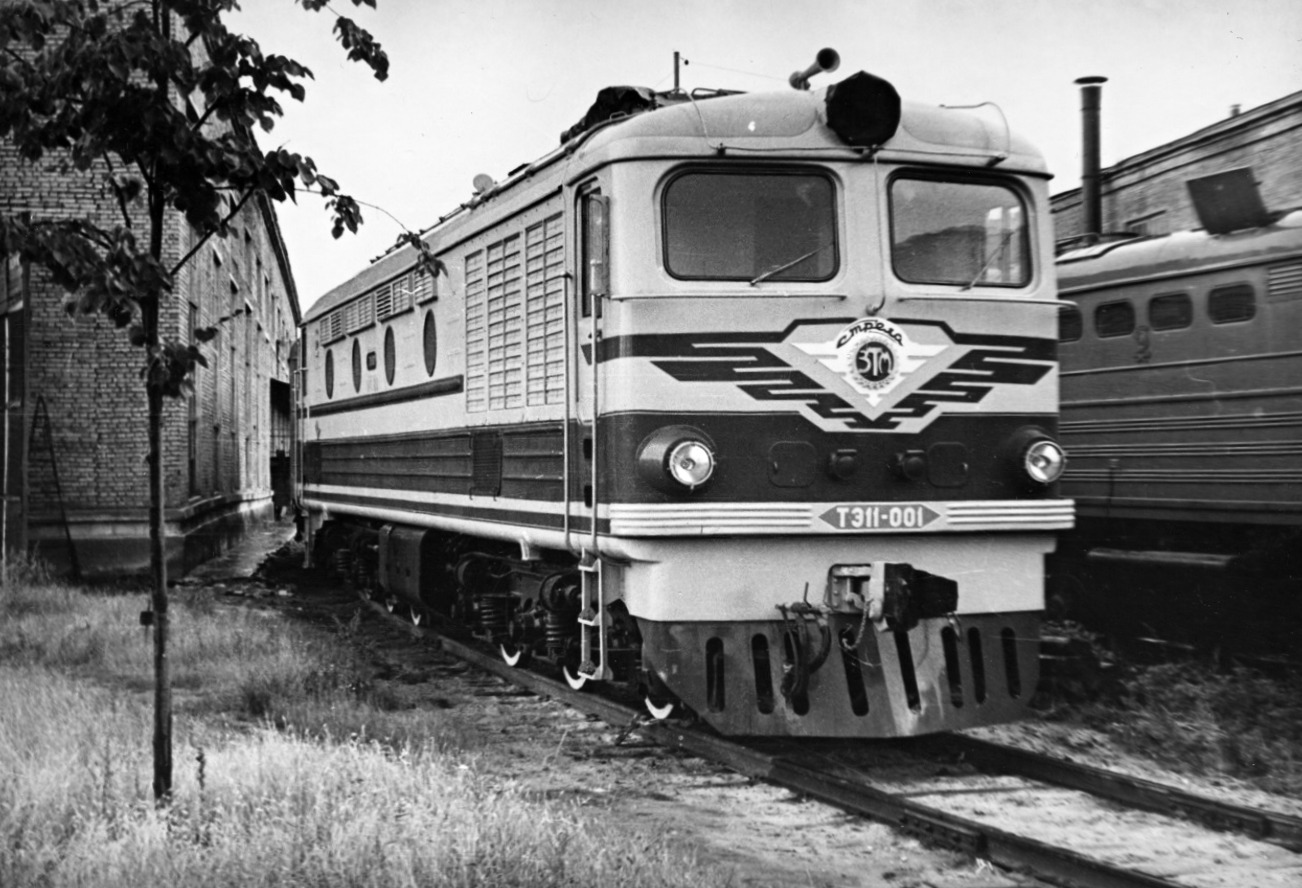
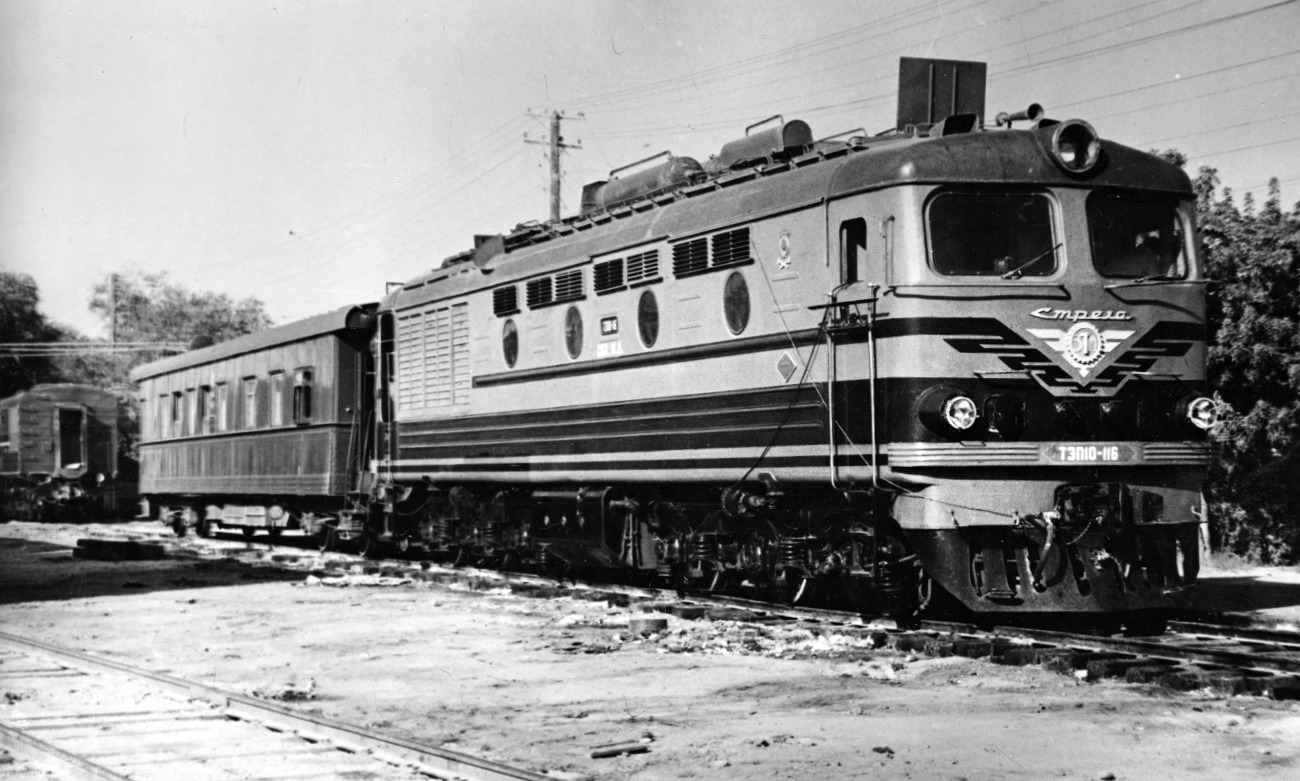
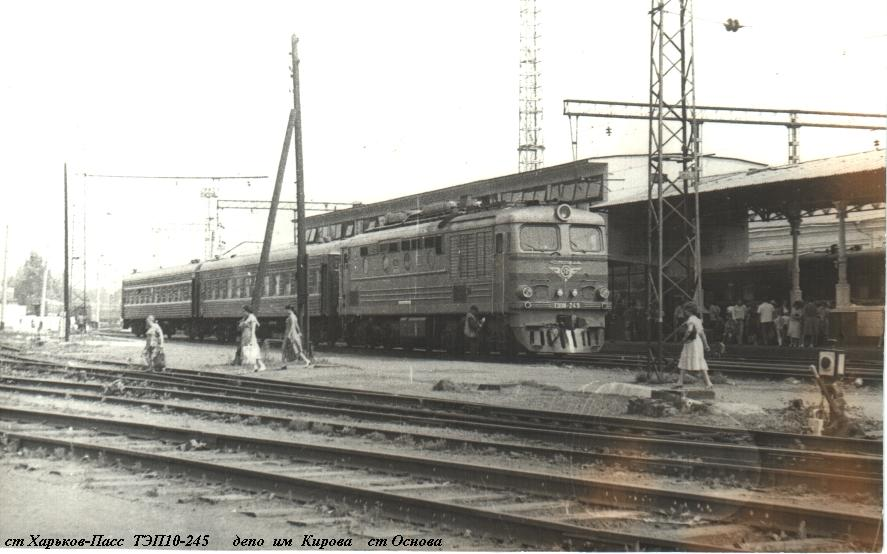
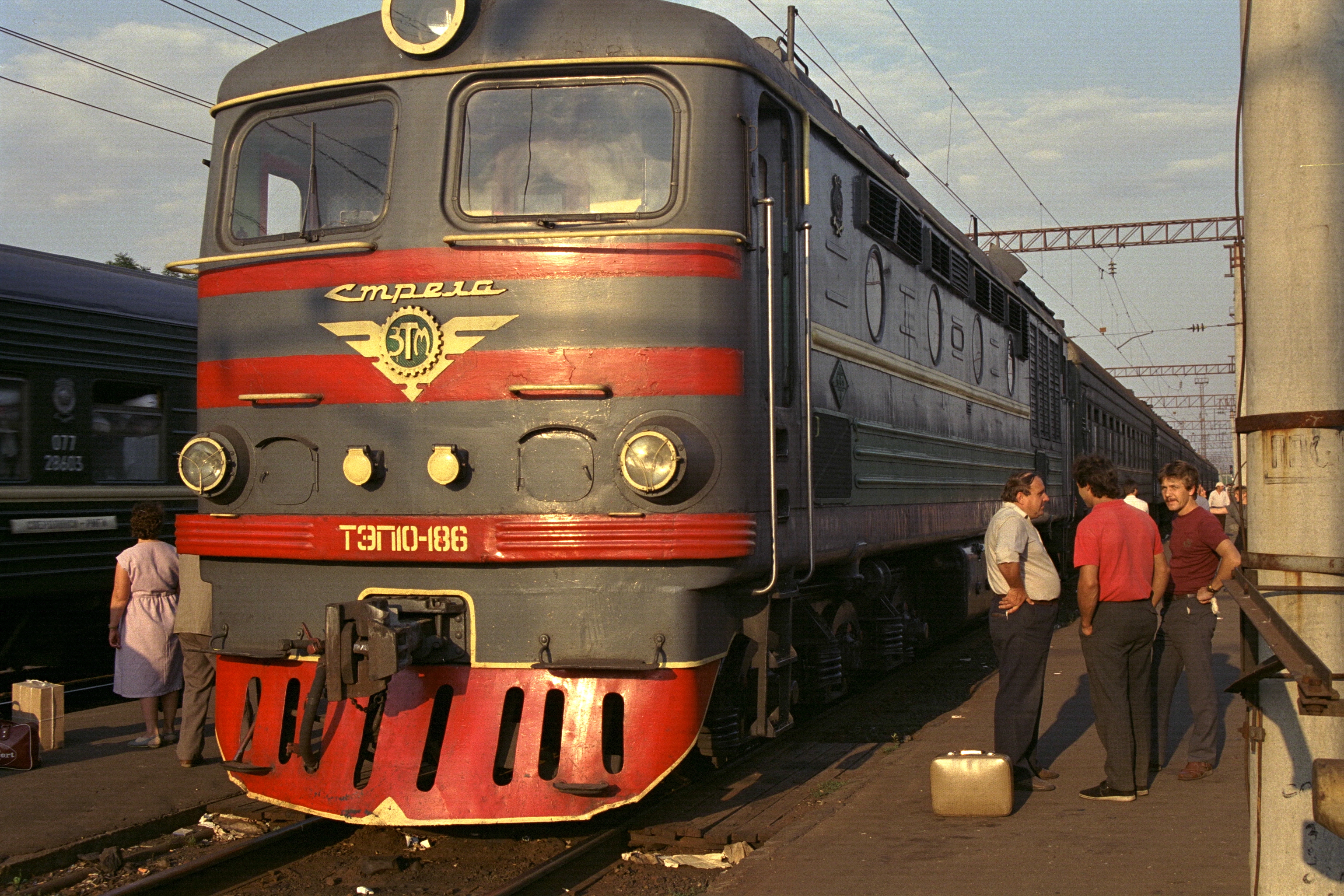
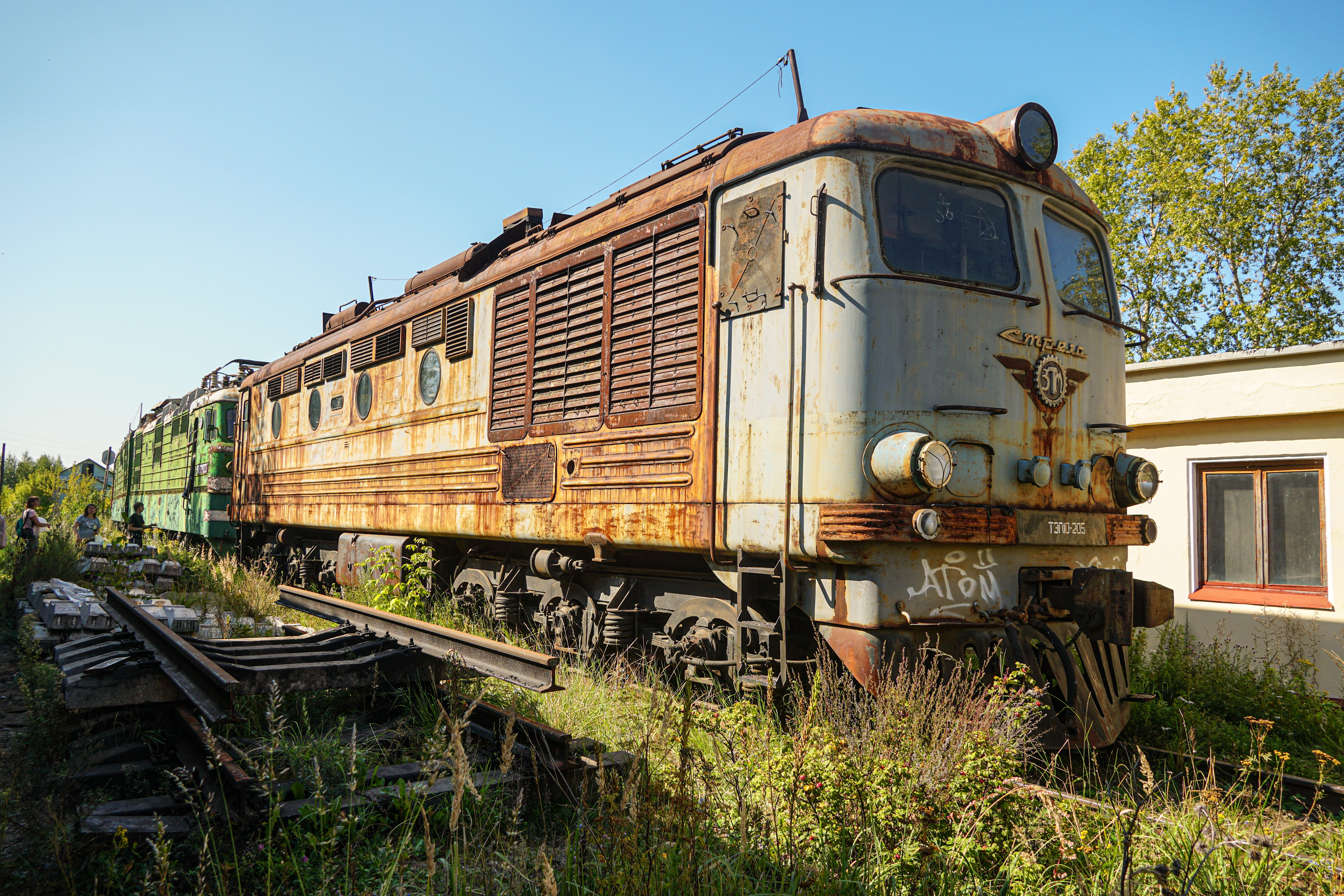
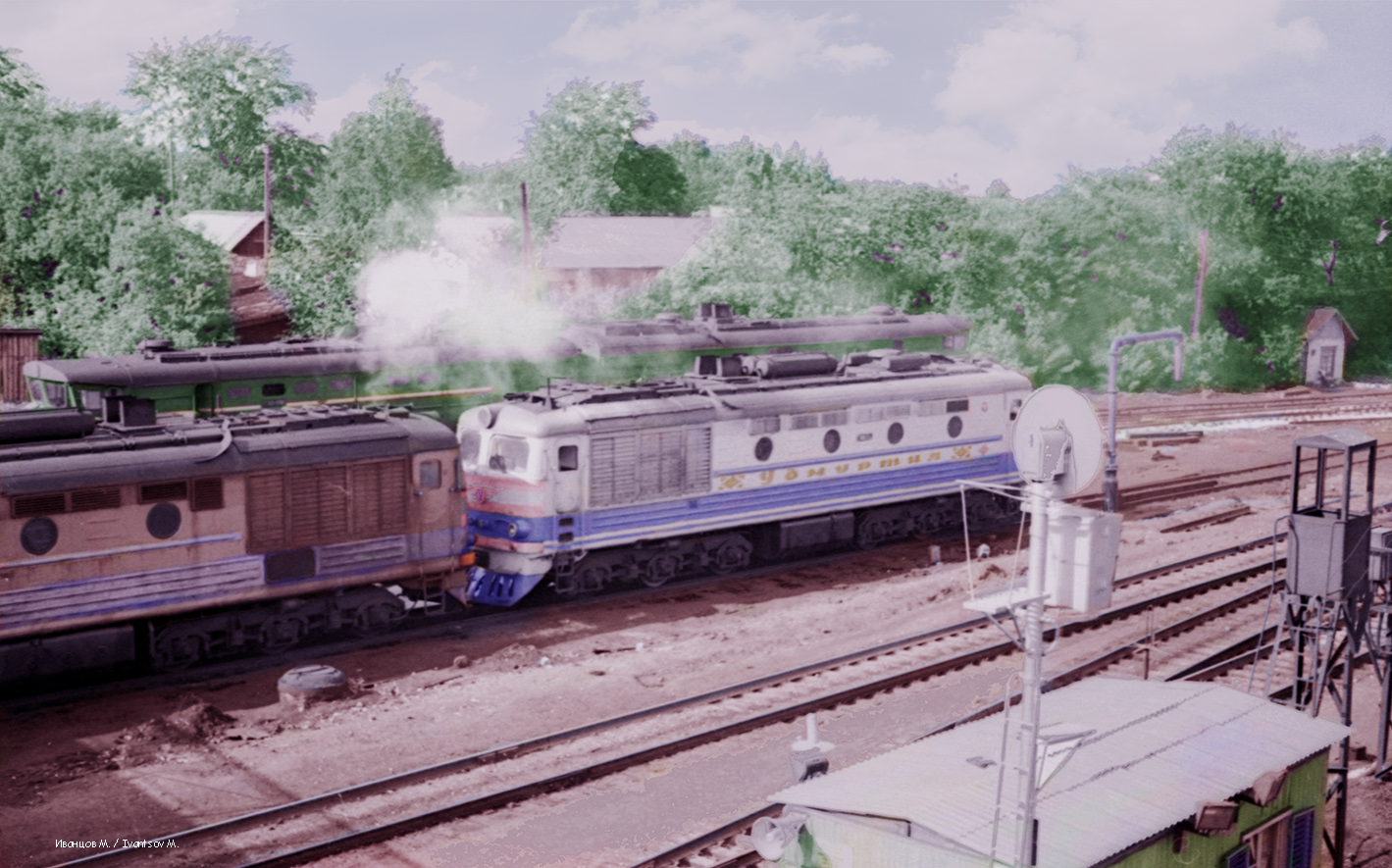
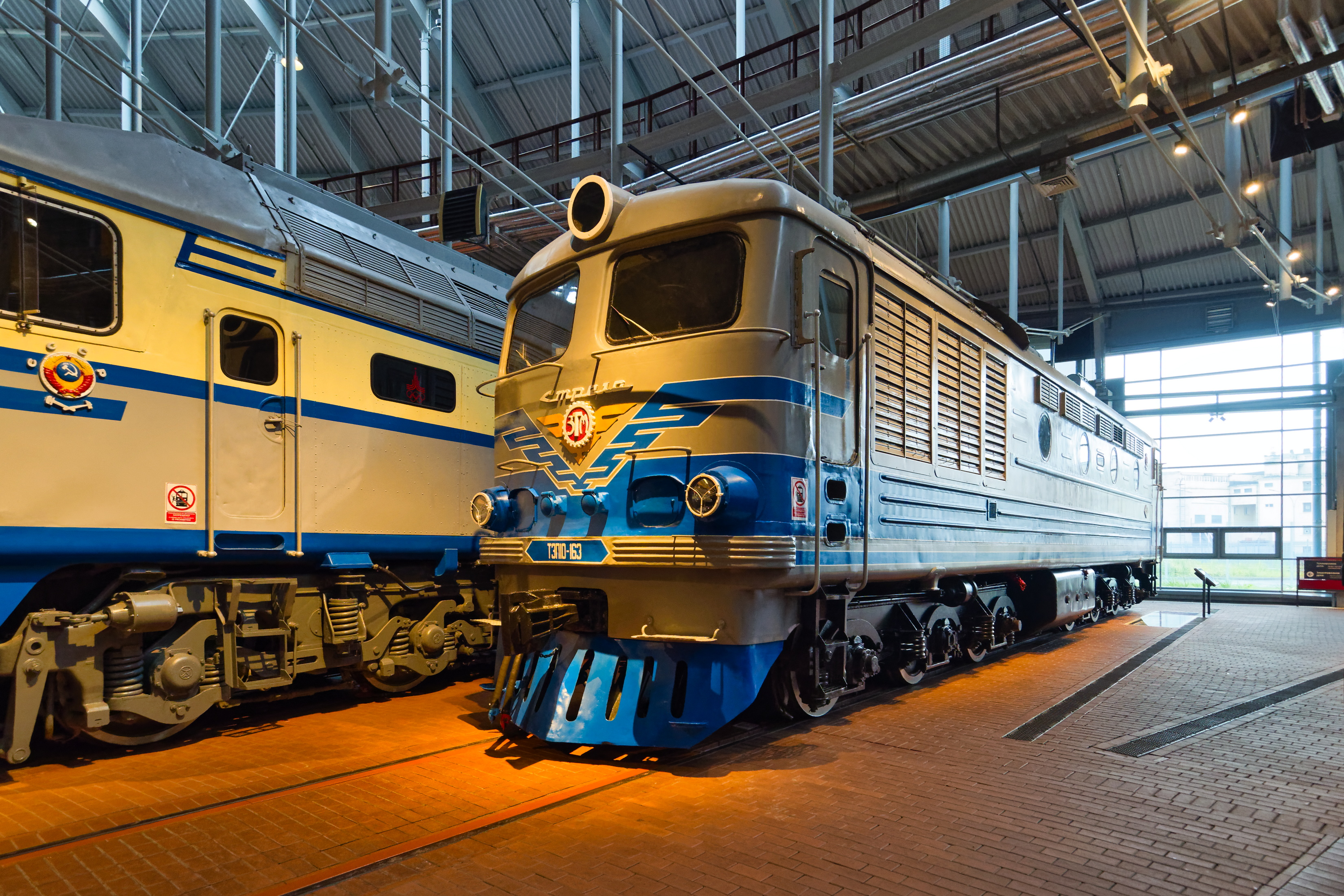
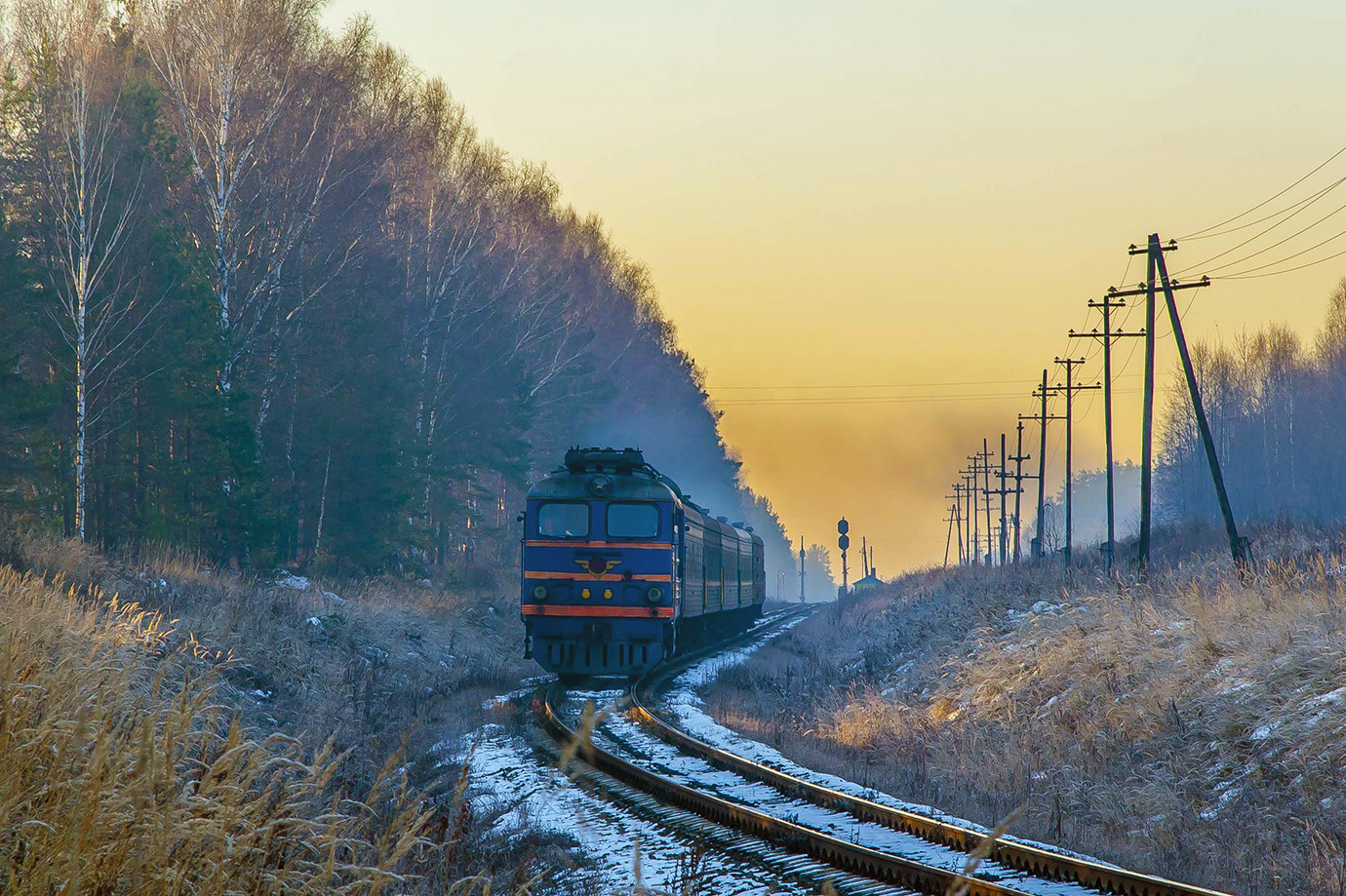
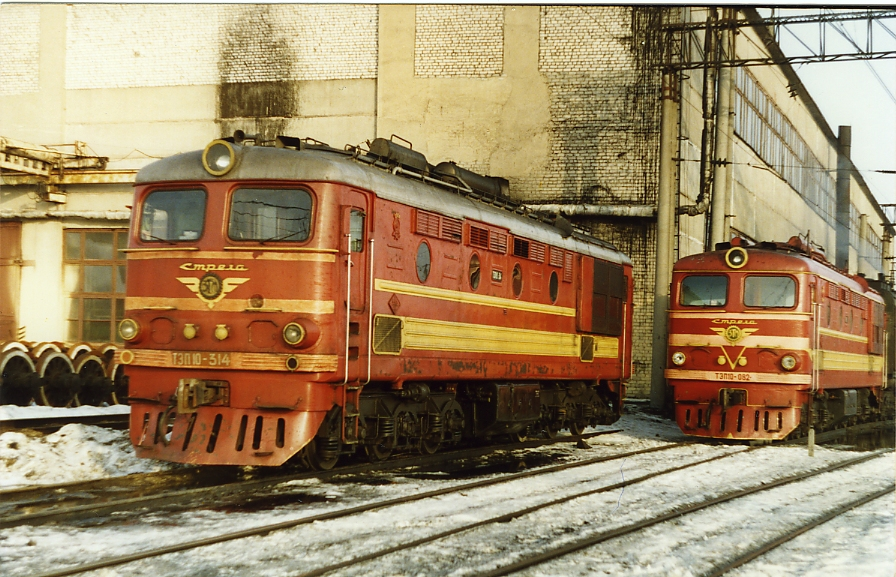
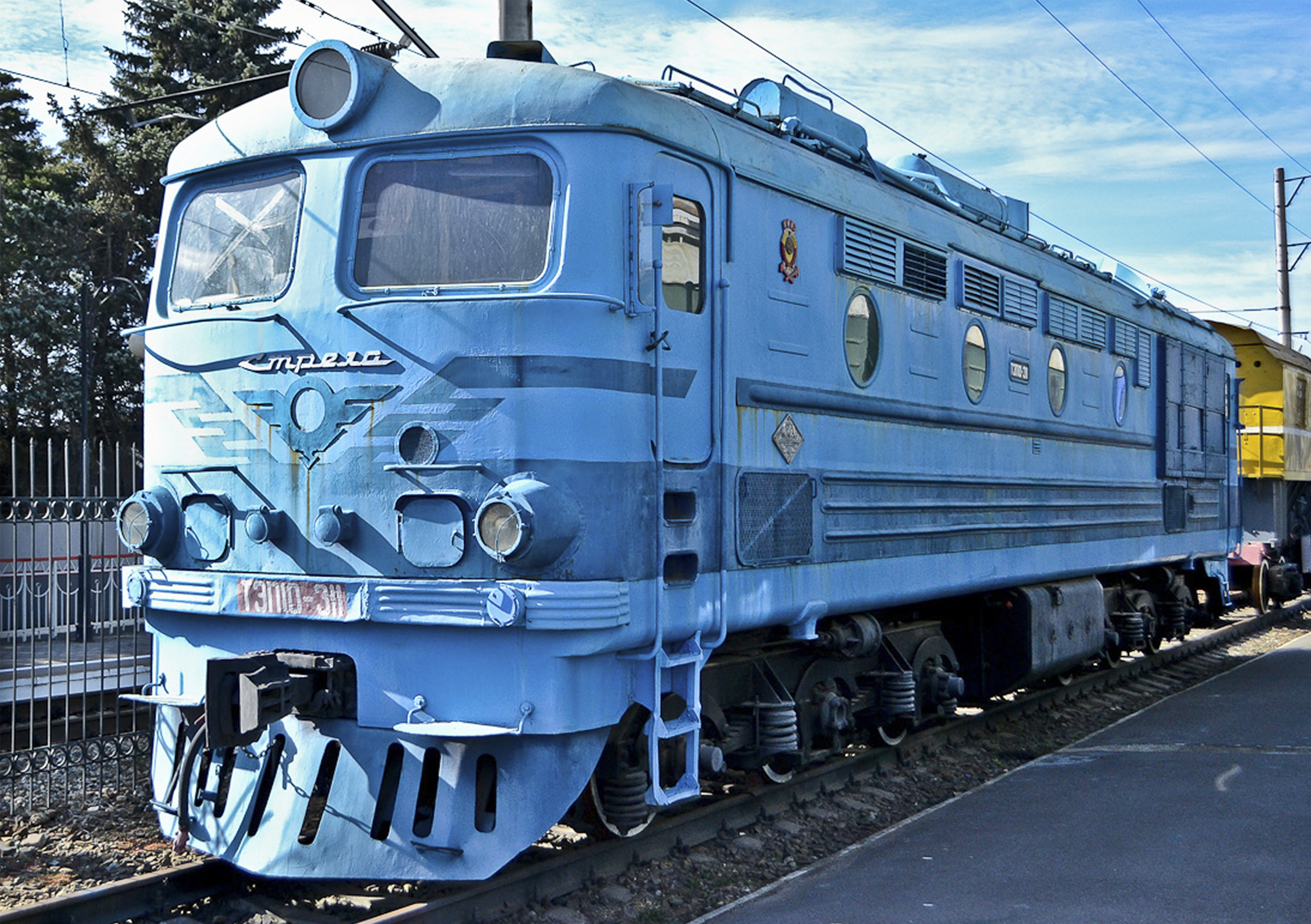

## 参看
- TE10型柴油机车
- TE7型柴油机车